# Malene Degn
Malene Fredlund Degn (Virum, 2 de diciembre de 1996) es una deportista danesa que compite en ciclismo de montaña en la disciplina de campo a través.
Ganó dos medallas en el Campeonato Mundial de Ciclismo de Montaña, plata en 2017 y bronce en 2018, y dos medallas en el Campeonato Europeo de Ciclismo de Montaña, plata en 2017 y bronce en 2018.

## Medallero internacional
| Campeonato Mundial | Campeonato Mundial    | Campeonato Mundial | Campeonato Mundial         |
| Año                | Lugar                 | Medalla            | Competición                |
| ------------------ | --------------------- | ------------------ | -------------------------- |
| 2017               | Cairns (Australia)    | Medalla de plata   | Campo a través por relevos |
| 2018               | Lenzerheide (Suiza)   | Medalla de bronce  | Campo a través por relevos |
| Campeonato Europeo |                       |                    |                            |
| Año                | Lugar                 | Medalla            | Competición                |
| 2017               | Darfo Boario (Italia) | Medalla de plata   | Campo a través por relevos |
| 2018               | Graz (Austria)        | Medalla de bronce  | Campo a través por relevos |